# Робат-Торк
Робат-Торк (перс. رباطترك) — село в Ірані, у дегестані Гастіджан, у Центральному бахші, шахрестані Деліджан остану Марказі. За даними перепису 2006 року, його населення становило 348 осіб, що проживали у складі 132 сімей.

## Клімат
Середня річна температура становить 13,38 °C, середня максимальна – 31,80 °C, а середня мінімальна – -8,63 °C. Середня річна кількість опадів – 174 мм.
| Клімат поселення                              | Клімат поселення | Клімат поселення | Клімат поселення | Клімат поселення | Клімат поселення | Клімат поселення | Клімат поселення | Клімат поселення | Клімат поселення | Клімат поселення | Клімат поселення | Клімат поселення | Клімат поселення |
| Показник                                      | Січ.             | Лют.             | Бер.             | Квіт.            | Трав.            | Черв.            | Лип.             | Серп.            | Вер.             | Жовт.            | Лист.            | Груд.            |                  |
| Середній максимум, °C                         | 9,33             | 11,57            | 16,21            | 22,05            | 26,15            | 30,33            | 31,80            | 31,09            | 27,52            | 21,38            | 15,43            | 9,32             |                  |
| Середня температура, °C                       | 0,34             | 2,57             | 7,23             | 13,05            | 17,16            | 21,34            | 25,53            | 24,82            | 21,24            | 15,10            | 9,16             | 3,02             |                  |
| Середній мінімум, °C                          | −8,63            | −6,42            | −1,76            | 4,05             | 8,16             | 12,35            | 19,26            | 18,55            | 14,96            | 8,83             | 2,88             | −3,24            |                  |
| Норма опадів, мм                              | 30               | 28               | 33               | 22               | 14               | 2                | 1                | 1                | 0                | 6                | 15               | 22               |                  |
| Середньомісячна швидкість вітру, м/с          | 1.50             | 1.98             | 2.68             | 2.82             | 2.67             | 2.66             | 2.56             | 2.29             | 2.10             | 2.08             | 1.59             | 1.38             |                  |
| Середньомісячна сонячна радіація, кДж/м²·день | 9898             | 13182            | 15759            | 19002            | 22751            | 26452            | 25707            | 24452            | 21502            | 16214            | 11709            | 9534             |                  |
| --------------------------------------------- | ---------------- | ---------------- | ---------------- | ---------------- | ---------------- | ---------------- | ---------------- | ---------------- | ---------------- | ---------------- | ---------------- | ---------------- | ---------------- |
| Джерело:                                      |                  |                  |                  |                  |                  |                  |                  |                  |                  |                  |                  |                  |                  |